# Volkswagen Tavendor
Volkswagen Tavendor — среднеразмерный кроссовер компании Volkswagen. Официально представлен в августе 2022 года. Старт продаж намечен на октябрь того же года.
В иерархии автомобиль заполняет промежуток между Volkswagen Talagon и Volkswagen Tayron. Название Tavendor произошло от древнегреческих слов «tavros» («телец») и «esplendor» («великолепие»). Модель базируется на платформе Volkswagen Group MQB.
Автомобиль оснащается двигателем внутреннего сгорания EA888 и 7-ступенчатой трансмиссией DSG, как и Volkswagen Viloran. Мощность двигателя переднеприводной модели составляет 186 л. с., мощность двигателя полноприводной модели составляет 220 л. с.

## Двигатели
| Бензиновый двигатель внутреннего сгорания | Бензиновый двигатель внутреннего сгорания | Бензиновый двигатель внутреннего сгорания | Бензиновый двигатель внутреннего сгорания | Бензиновый двигатель внутреннего сгорания | Бензиновый двигатель внутреннего сгорания |
| Модель                                    | Объём/расположение цилиндров              | Обозначение двигателя                     | Мощность                                  | Крутящий момент                           | Трансмиссия                               |
| ----------------------------------------- | ----------------------------------------- | ----------------------------------------- | ----------------------------------------- | ----------------------------------------- | ----------------------------------------- |
| 2.0 '330 TSI'                             | 1984 см3 (I4)                             | EA888 (DPL)                               | 186 л. с.                                 | 320 Н*м                                   | 7-скор. DSG                               |
| 2.0 '380 TSI'                             | 1984 см3 (I4)                             | EA888 (DKX)                               | 220 л. с.                                 | 350 Н*м                                   | 7-скор. DSG                               |